# Herbert Pavera
Herbert Pavera (* 4. ledna 1958 Bolatice) je politik a pedagog, v letech 2018 až 2024 senátor za obvod č. 68 – Opava, v letech 2013 až 2017 poslanec Poslanecké sněmovny PČR, od roku 1998 starosta obce Bolatice, v letech 2019 až 2023 místopředseda TOP 09.

## Život
Po absolvování gymnázia v Hlučíně vystudoval učitelství matematiky a chemie pro základní i střední školy na Pedagogické fakultě v Ostravě (získal titul Mgr.).
Učil na základní škole v Opavě – Kylešovicích, kde od roku 1989 působil tři roky jako zástupce ředitele ZŠ a v letech 1992 až 1998 byl na této škole ředitelem. Angažuje se také jako předseda Sdružení obcí Hlučínska.
Jeho koníčky jsou sport, pěstování bonsají a moderování.
Herbert Pavera je ženatý a má dvě dcery.

## Politické působení
V komunálních volbách v roce 1990 byl poprvé zvolen do Zastupitelstva obce Bolatice v okrese Opava. Mandát zastupitele obhájil i v komunálních volbách v roce 1994, kdy byl zvolen jako nestraník za „Sdružení nezávislých kandidátů“. V letech 1990 až 1998 zároveň působil jako místostarosta obce. Po komunálních volbách v roce 1998, kdy úspěšně kandidoval jako nestraník opět za „Sdružení nezávislých kandidátů“ byl zvolen starostou obce. Funkci zastupitele i starosty pak obhájil ještě v komunálních volbách v roce 2002 (nestraník za SNK ED), v komunálních volbách v roce 2006 (nestraník za SNK ED) a v komunálních volbách v roce 2010 (nestraník za TOP 09). V komunálních volbách v roce 2014 obhájil post zastupitele obce Bolatice, když vedl jako nestraník kandidátku TOP 09. V listopadu 2014 byl opět zvolen starostou obce. Ve volbách v roce 2018 vedl z pozice člena TOP 09 kandidátku subjektu „Společně pro Bolatice a Borovou“ (tj. TOP 09 a nezávislí kandidáti); post zastupitele obce obhájil. Následně se stal opět starostou obce. V komunálních volbách v roce 2022 byl opět lídrem kandidátky subjektu „Společně pro Bolatice a Borovou“ (tj. TOP 09 a nezávislí kandidáti). Mandát zastupitele obce obhájil. Dne 17. října 2022 byl opět zvolen starostou obce.
Kandidatury do Poslanecké sněmovny PČR v Moravskoslezském kraji v letech 2002–2013 nebyly úspěšné – nejdříve ve volbách v roce 2002 (nestraník za Sdružení nezávislých kandidátů) a pak ve volbách v roce 2006 (nestraník za SNK ED). Teprve až ve volbách do Poslanecké sněmovny PČR v roce 2013 kandidoval ze čtvrtého místa v Moravskoslezském kraji jako nestraník za TOP 09 a byl díky 2 719 preferenčních hlasů zvolen a předskočil tak lídra kandidátky Pavola Lukšu, který se do Sněmovny nedostal.
V červnu 2015 vstoupil do TOP 09. V listopadu téhož roku byl na 4. celostátním sněmu TOP 09 v Praze zvolen členem předsednictva strany, od přítomných delegátů získal 102 hlasů. Funkci člena předsednictva strany zastával do listopadu 2017, později byl členem výkonného výboru strany. Ve volbách do Poslanecké sněmovny PČR v roce 2017 byl lídrem TOP 09 v Moravskoslezském kraji, ale neuspěl a mandát poslance tak neobhájil.
Šestkrát kandidoval do Zastupitelstva Moravskoslezského kraje. Nejdříve v krajských volbách v roce 2000 jako nestraník za Sdružení nezávislých kandidátů, pak v krajských volbách v roce 2004 opět jako nestraník za Sdružení nezávislých kandidátů, následně v krajských volbách v roce 2008 tentokrát jako nestraník za KDU-ČSL a v krajských volbách v roce 2012 nakonec jako nestraník za TOP 09. V krajských volbách v roce 2016 byl lídrem kandidátky TOP 09 v Moravskoslezském kraji, ale neuspěl a do zastupitelstva se nedostal. V krajských volbách v roce 2020 neúspěšně kandidoval do Zastupitelstva Moravskoslezského kraje z 18. místa kandidátky subjektu „Občanská demokratická strana s podporou TOP 09“.
Ve volbách do Senátu PČR v roce 2018 kandidoval za TOP 09 v obvodu č. 68 – Opava. Podpořily jej také ODS, hnutí STAN, Zelení a Strana soukromníků ČR pod názvem: „Společně pro Opavsko: Koalice Starostů a nezávislých, ODS a TOP 09 s podporou Strany zelených a Soukromníků“. Se ziskem 36,27 % hlasů vyhrál první kolo voleb a ve druhém kole se utkal s nestraničkou za hnutí ANO 2011 Simonou Horákovou. Tu porazil poměrem hlasů 68,50 % : 31,49 % a stal se senátorem.
V Senátu je členem Senátorského klubu ODS a TOP 09, Podvýboru pro regiony v transformaci Výboru pro územní rozvoj, veřejnou správu a životní prostředí, je také místopředsedou Výboru pro hospodářství, zemědělství a dopravu.
V listopadu 2019 byl zvolen místopředsedou TOP 09 (získal 153 hlasů). V listopadu 2021 tuto funkci obhájil, získal 157 ze 181 hlasů (tj. 87 % hlasů). Post místopředsedy strany zastával do listopadu 2023, na dalším sněmu byl zvolen již jen členem předsednictva strany.
Ve volbách do Senátu PČR v roce 2024 obhajoval za TOP 09 mandát senátora v rámci koalice SPOLU (tj. ODS, KDU-ČSL a TOP 09) v obvodu č. 68 – Opava. Podporují jej také Zelení. V prvním kole skončil druhý, když získal 28,11 % hlasů. Ve druhém kole se utkal s kandidátem hnutí ANO Tomášem Navrátilem, s nímž prohrál poměrem hlasů 36,31 % : 63,68 %. Mandát senátora se mu tak nepodařilo obhájit.
Ve sněmovních volbách v roce 2025 kandiduje ze 6. místa kandidátní listiny koalice SPOLU v Moravskoslezském kraji.